# Campionati europei di corsa campestre 2001
L'VIII Campionato europeo di corsa campestre si è disputato a Thun, in Svizzera, il 9 dicembre 2001. Il titolo maschile è stato vinto da Serhiy Lebid mentre quello femminile da Yamna Belkacem.

## Risultati
I risultati del campionato sono stati:

### Individuale (uomini senior)
| Pos. | Atleta                | Tempo (m's") |
| ---- | --------------------- | ------------ |
|      | Serhiy Lebid          | 27'52"       |
|      | Kamiel Maase          | 28'05"       |
|      | Antonio David Jiménez | 28'10"       |
| 4.   | Gabriele De Nard      | 28'11"       |
| 5.   | Christian Belz        | 28'12"       |
| 6.   | Sam Haughian          | 28'12"       |
| 7.   | José Carlos Adán      | 28'13"       |
| 8.   | Mustapha El Ahmadi    | 28'13"       |
| 9.   | Claes Nyberg          | 28'14"       |
| 10.  | Paulo Guerra          | 28'15"       |
| 11.  | Augusto Gomes         | 28'17"       |
| 12.  | José Manuel García    | 28'18"       |

### Squadre (uomini senior)
| Pos. | Nazione                                                                          | Punti |
| ---- | -------------------------------------------------------------------------------- | ----- |
|      | Spagna Antonio David Jiménez José Carlos Adán José Manuel García Alejandro Gómez | 40    |
|      | Francia                                                                          | 50    |
|      | Portogallo                                                                       | 72    |
| 4.   | Italia                                                                           | 74    |
| 5.   | Gran Bretagna                                                                    | 92    |
| 6.   | Belgio                                                                           | 135   |
| 7.   | Paesi Bassi                                                                      | 143   |
| 8.   | Russia                                                                           | 160   |

### Individuale (donne senior)
| Pos. | Atleta            | Tempo (m's") |
| ---- | ----------------- | ------------ |
|      | Yamna Belkacem    | 15'48"       |
|      | Olga Romanova     | 15'49"       |
|      | Justyna Bąk       | 15'51"       |
| 4.   | Olivera Jevtić    | 15'52"       |
| 5.   | Liz Yelling       | 15'55"       |
| 6.   | Helena Sampaio    | 15'55"       |
| 7.   | Inês Monteiro     | 15'56"       |
| 8.   | Hayley Yelling    | 15'58"       |
| 9.   | Anastasiya Zubova | 16'01"       |
| 10.  | Analídia Torre    | 16'03"       |
| 11.  | Mihaela Botezan   | 16'05"       |
| 12.  | Kathy Butler      | 16'08"       |

### Squadre (donne senior)
| Pos. | Nazione                                                         | Punti |
| ---- | --------------------------------------------------------------- | ----- |
|      | Portogallo Helena Sampaio Inês Monteiro Analídia Torre Ana Dias | 41    |
|      | Gran Bretagna                                                   | 49    |
|      | Francia                                                         | 66    |
| 4.   | Russia                                                          | 71    |
| 5.   | Irlanda                                                         | 116   |
| 6.   | Romania                                                         | 137   |
| 7.   | Spagna                                                          | 138   |
| 8.   | Ungheria                                                        | 140   |

### Individuale (uomini junior)
| Pos. | Atleta           | Tempo (m's") |
| ---- | ---------------- | ------------ |
|      | Vasyl Matviychuk | 19'29"       |
|      | Mo Farah         | 19'38"       |
|      | Stefano Scaini   | 19'39"       |
| 4.   | Mircea Bogdan    | 19'39"       |
| 5.   | Cosmin Suteu     | 19'43"       |
| 6.   | Adam Bowden      | 19'43"       |
| 7.   | Bruno Saramago   | 19'44"       |
| 8.   | Jeremy Pierrat   | 19'45"       |

### Squadre (uomini junior)
| Pos. | Nazione                                                             | Punti |
| ---- | ------------------------------------------------------------------- | ----- |
|      | Gran Bretagna Mo Farah Adam Bowden Matthew Bowser Andrew Lemoncello | 54    |
|      | Portogallo                                                          | 67    |
|      | Francia                                                             | 68    |
| 4.   | Italia                                                              | 79    |
| 5.   | Spagna                                                              | 98    |
| 6.   | Irlanda                                                             | 118   |
| 7.   | Belgio                                                              | 140   |
| 8.   | Bielorussia                                                         | 147   |

### Individuale (donne junior)
| Pos. | Atleta            | Tempo (m's") |
| ---- | ----------------- | ------------ |
|      | Elvan Abeylegesse | 10'35"       |
|      | Tatyana Chulakh   | 10'53"       |
|      | Snezana Kostic    | 10'54"       |
| 4.   | Inga Abitova      | 11'02"       |
| 5.   | Charlotte Dale    | 11'07"       |
| 6.   | Mieke Geens       | 11'09"       |
| 7.   | Türkan Erismis    | 11'11"       |
| 8.   | Elina Lindgren    | 11'11"       |

### Squadre (donne junior)
| Pos. | Nazione                                                            | Punti |
| ---- | ------------------------------------------------------------------ | ----- |
|      | Russia Tatyana Chulakh Inga Abitova Marina Ivanova Tatyana Petrova | 35    |
|      | Gran Bretagna                                                      | 54    |
|      | Turchia                                                            | 79    |
| 4.   | Finlandia                                                          | 96    |
| 5.   | Francia                                                            | 115   |
| 6.   | Spagna                                                             | 129   |
| 7.   | Germania                                                           | 147   |
| 8.   | Romania                                                            | 154   |

## Medagliere
| Posizione | Paese         | Oro | Argento | Bronzo | Totale |
| --------- | ------------- | --- | ------- | ------ | ------ |
| 1         | Ucraina       | 2   | 0       | 0      | 2      |
| 2         | Gran Bretagna | 1   | 3       | 0      | 4      |
| 3         | Russia        | 1   | 2       | 0      | 3      |
| 4         | Francia       | 1   | 1       | 2      | 4      |
| 5         | Portogallo    | 1   | 1       | 1      | 3      |
| 6         | Spagna        | 1   | 0       | 1      | 2      |
| 6         | Turchia       | 1   | 0       | 1      | 2      |
| 8         | Paesi Bassi   | 0   | 1       | 0      | 1      |
| 9         | Italia        | 0   | 0       | 1      | 1      |
| 9         | Jugoslavia    | 0   | 0       | 1      | 1      |
| 9         | Polonia       | 0   | 0       | 1      | 1      |
| Totale    | Totale        | 8   | 8       | 8      | 24     |